# Plaques commémoratives de Cluj
 (mars 2025).
Cette page recense de manière non exhaustive différentes plaques commémoratives situées à Cluj-Napoca/Kolozsvár, ville roumaine de Transylvanie.

## János Bolyai
Intersection du boulevard Eroilor (Cluj-Napoca) (Deák Ferenc ut. en hongrois) et de la rue Bolyai : deux plaques (une en hongrois de 1903, et une bilingue hongrois-roumain de 1952) commémorent la naissance en 1802 et en cette maison du mathématicien János Bolyai.

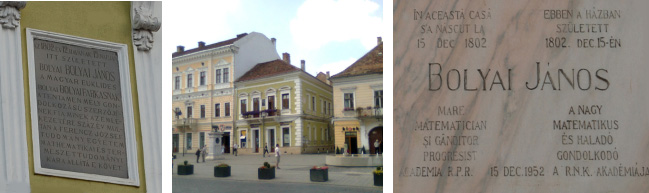

| AZ 1802 ÉV 12 HAVÁNAK 15 NAPJÁN ITT SZÜLETETT BOLYAI BOLYAI JÁNOS A MAGYAR EUKLIDES BOLYAI BOLYAI FARKASNAK A TENTAMEN MÉLY GON- DOLKODÁSÚ SZERZŐJÉ- NEK FIA MINEK AZ EMLÉ- KEZETÉRE SZÁZ ÉV MÚL- TÁN A FERENCZ JÓZSEF TUDOMÁNYEGYETEM MATHEMATIKAI ÉS TER- MÉSZETTUDOMÁNYI KARA ÁLLÍTÁ E KÖVET |

| ÎN ACEASTĂ CASĂ EBBEN A HÁZBAN S'A NASCUT LA SZÜLETETT 15 DEC. 1802 1802. DEC. 15-ÉN BOLYAI JÁNOS MARE A NAGY MATEMATICIAN MATEMATIKUS ŞI GÂNDITOR ÉS HALADÓ PROGRESIST GONDOLKODÓ. ACADEMIA R. P. R. 15 DEC 1952 A R. N. K. AKADÉMIÁJA |

## Józef Bem
Au numéro 1 du boulevard Eroilor (Deák Ferenc), une plaque rend hommage à Józef Bem, général en chef lors de la Révolution hongroise de 1848, et à son bref séjour dans cet immeuble en décembre 1849.

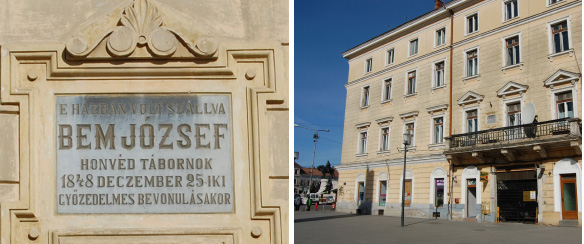

| E HÁZBAN VOLT SZÁLLVA BEM JÓZSEF HONVÉD TÁBORNOK 1848 DECZEMBER 25-IKI GYŐZEDELMES BEVONULÁSAKOR |

## Ferenc Deák et Mihály Vörösmarty
Au balcon du numéro 27 de la Place de l'Unité (Piața Unirii) (Főtér en hongrois), une plaque commémore la visite en 1845 de l'homme politique Ferenc Deák et de l'écrivain Mihály Vörösmarty. Ladite plaque a été posée en 1903, et non en 1908 comme elle l'indique.

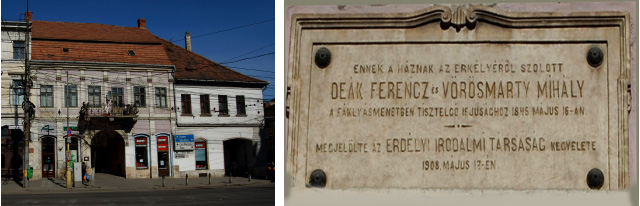

| ENNEK A HÁZNAK AZ ERKÉLYÉRŐL SZÓLOTT DEÁK FERENCZ ÉS VÖRÖSMARTY MIHÁLY A FÁKLYÁSMENETBEN TISZTELGŐ IFJÚSÁGHOZ 1845 MÁJUS 16-ÁN MEGJELÖLTE AZ ERDÉLYI IRODALMI TÁRSASÁG KEGYELETE 1908. MÁJUS 12-ÉN |

## János Fadrusz
La plaque située au 21 de la Place de l'Unité (Főtér) rend hommage au sculpteur János Fadrusz (en) qui y résida en 1902, année de l'inauguration de son monument Matthias Corvin.

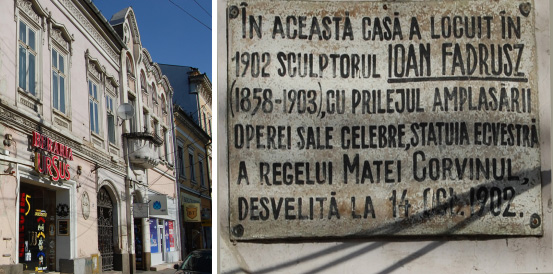

| ÎN ACEASTĂ CASĂ A LOCUIT ÎN 1902 SCULPTORUL IOAN FADRUSZ (1858-1903), CU PRILEJUL AMPLASĂRII OPEREI SALE CELEBRE, STATUIA ECVESTRĂ A REGELUI MATEI CORVINUL, DEZVELITĂ LA 14 OCT. 1902. |

## Maison natale du roi Mátyás
Plaque de bronze inaugurée le 2 septembre 1802 par Mór Jókai et Balázs Orbán (en) sur la maison natale du roi Matthias Ier de Hongrie.

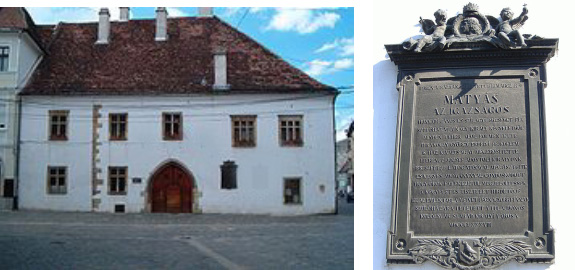

| EBBEN A HÁZBAN SZÜLETETT 1443. MÁRCZ. 27-én MÁTYÁS AZ IGAZSÁGOS HUNYADI JÁNOS ÉS SZILÁGYI ERZSÉBET FIA SZÜLŐHÁZÁT A NAGY KIRÁLY KEGYELETBŐL MINDEN TEHER ALÓL FÖLMENTETTE II. RÁKÓCZY GYÖRGY ERDÉLYI FEJEDELEM E HÁZ KIVÁLTSÁGÁT MEGERŐSÍTETTE I. FERENCZ JÓZSEF APOSTOLI KIRÁLYUNK 1887 SZEPT. 23-án LÁTOGATÁSÁVAL MEGTISZTELTE ÉS KEGYES ADOMÁNYNYAL GONDOSKODOTT HOGY ÖRÖK EMLÉKEZETÜL MEGJELÖLTESSÉK A KEGYELET ÉS TISZTELET HIRDETŐJE EZ AZ EMLÉKTÁBLA MELYET LEGNAGYOBB FIÁNAK SZÜLŐHÁZÁRA TÉTETETT A TULAJDONOS KOLOZSVÁR SZABAD KIRÁLYI VÁROSA MDCCCLXXXVIII |

## István Bocskai
Plaque trilingue (roumain-hongrois-anglais) installée en 2011 à l'emplacement de la maison natale du prince Étienne II Bocskai, au 4 de la rue Matei Corvin (Mátyás király utca en hongrois). Le bâtiment est aujourd'hui le siège de l'Université Sapientia (en).

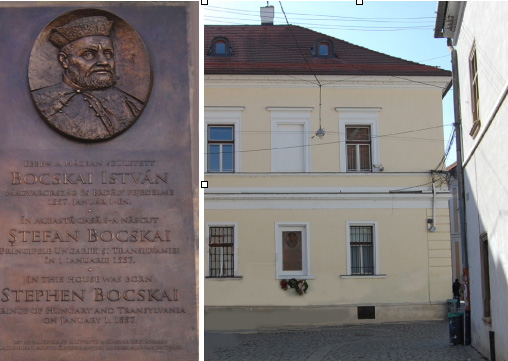

| EBBEN A HÁZBAN SZÜLETETT BOCSKAI ISTVÁN MAGYARORSZÁG ÉS ERDÉLY FEJEDELME 1557. JANUÁR 1-ÉN. ÎN ACEATĂ CASĂ S-A NĂSCUT ŞTEFAN BOCSKAI PRINCIPELE UNGARIEI ŞI TRANSILVANIEI ÎN 1 IANUARIE 1557. IN THIS HOUSE WAS BORN STEPHEN BOCSKAI PRINCE OF HUNGARY AND TRANSYLVANIA ON JANUARY 1, 1557. EZT AZ EMLÉKTÁBLÁT ÁLLÍTTATTA A MAGYAR KÖZTÁRSASÁG HAJDÚ-BIHAR MEGYEI ÖNKORMÁNYZAT BOCSKAI MUNKABIZOTTSÁGA |

## László Kőváry
A l'angle des rues Daicoviciu (Bástya en hongrois) et Roosevelt (Víz), une plaque commémore l'historien László Kővári (hu) qui y travailla et y vécut.

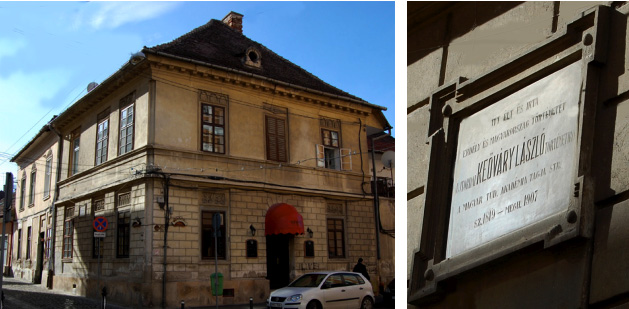

| ITT ÉLT ÉS ÍRTA ERDÉLY ÉS MAGYARORSZÁG TÖRTÉNETÉT Dr. UJTORDAI KEŐVÁRY LÁSZLÓ TÖRTÉNETÍRÓ A MAGYAR TUD. AKADÉMIA TAGJA STB. SZ. 1819 – MEGH. 1907 |

## Jenő Dsida
Au 28 de la rue du Cardinal Iuliu Hossu (Fürdő ut. en hongrois) a été installée en 2007 une plaque rendant hommage au poète et traducteur Jenő Dsida (en) qui y vécut.

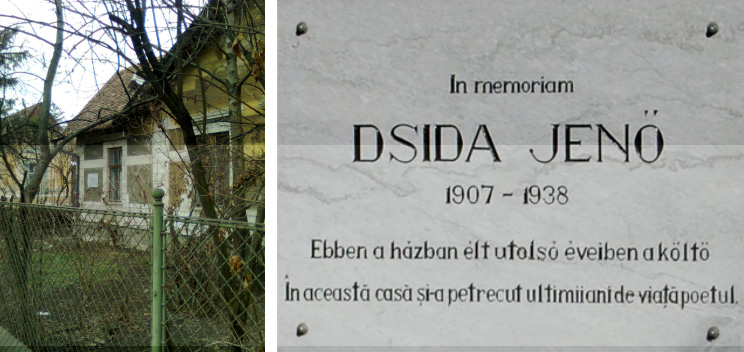

| In memoriam DSIDA JENŐ 1907-1938 Ebben a házban élt élete utolsó éveiben a költő În această casă şi-a petrecut ultimii ani de viaţă poetul |

## Ferenc Liszt
Sur la façade du Palais de la Redoute, au 21 de la rue Memorandumului (Unió) a été installée en 2011 une plaque trilingue (roumain-hongrois-anglais) commémorant deux concerts que Franz Liszt joua ici en 1845 et en 1879. Le bas-relief est l’œuvre de Tibor Kolozsi (hu).
| ÎN ACEASTĂ CLĂDIRE A CONCERTAT ÎN ANII 1846 ŞI 1879 EBBEN AZ ÉPÜLETBEN KONCERTEZETT 1846-BAN ÉS 1879-BEN PERFORMED IN THIS BUILDING IN 1846 AND 1879 LISZT FERENC |

## Gyual Vályi
Le professeur Gyula Vályi (en), frère de Gábor Vályi (hu), tous deux mathématiciens, passa les dernières années de sa vie dans cette maison. Une plaque bilingue (roumain-hongrois) fut installée en 2007 (20 rue Republicii ; Majális). La demeure est aujourd'hui possédée par l'administration des Chemins de fer roumains.

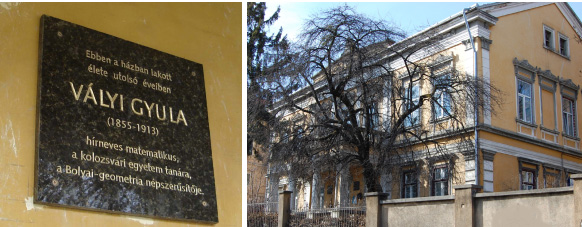

| Ebben a házban lakott élete utolsó éveiben VÁLYI GYULA (1855–1913) hírneves matematikus, a kolozsvári egyetem tanára, a Bolyai-geometria népszerűsítője. |

## Premier théâtre de Cluj
On peut voir au 6 de la rue Napoca (Jókai ut.) une élégante plaque que l'on doit à l'architecte Lajos Pákey (hu). Elle célèbre le centenaire du premier théâtre de Cluj crée en 1792.

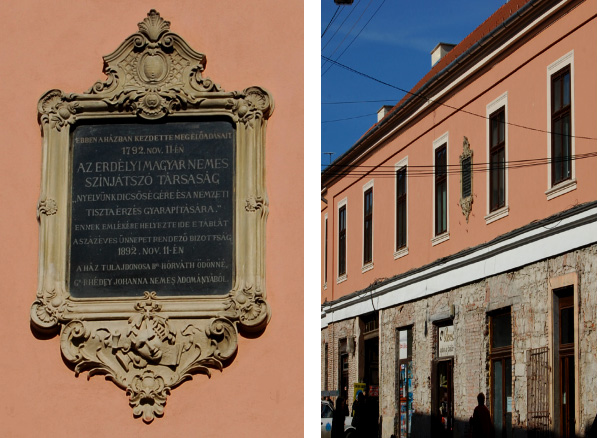

| EBBEN A HÁZBAN KEZDETTE MEG ELŐADÁSAIT 1792. NOV. 11-ÉN AZ ERDÉLYI MAGYAR NEMES SZÍNJÁTSZÓ TÁRSASÁG "NYELVÜNK DICSŐSÉGÉRE ÉS A NEMZETI TISZTA ÉRZÉS GYARAPÍTÁSÁRA." ENNEK EMLÉKÉRE HELYEZTE IDE E TÁBLÁT A SZÁZÉVES ÜNNEPET RENDEZŐ BIZOTTSÁG 1892. NOV. 11-ÉN A HÁZ TULAJDONOSA BR. HORVÁTH ÖDÖNNÉ, GR. RHÉDEY JOHANNA NEMES ADOMÁNYÁBÓL |

## Établissement de charité
Au 8 de la rue Fortăreței (Vár/Kisbúza en hongrois), une plaque rend hommage à Boldizsár Szábel qui y soigna des indigents.

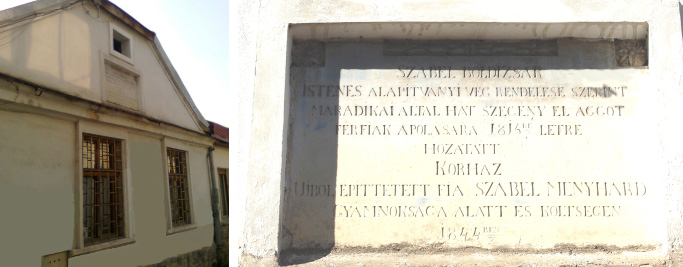

| SZÁBEL BOLDIZSÁR ISTENES ALAPITVÁNYI VÉG RENDELÉSE SZERINT MARADIKAI ÁLTAL HAT SZEGÉNY EL AGGOT FÉRFIAK ÁPOLÁSARA 1815-BE LÉTRE HOZATATT KÓRHÁZ UJBÓL ÉPITTETETT FIA SZÁBEL MENYHÁRD GYÁMNOKSÁGA ALATT ÉS KÖLTSÉGÉN 1844-BEN |

## Auberge Biasini - Petőfi
Rue Avram Iancu (Petőfi en hongrois), une plaque commémore le séjour en 1847 du célèbre poète et de sa femme dans ce qui était l'Hôtel Biasini (hu).

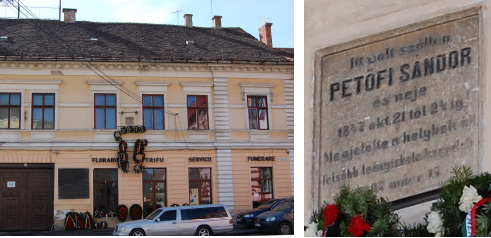

| Itt volt szállva PETŐFI SÁNDOR és neje 1847 okt. 21-től 24-ig Megjelölte a helybeli áll. felsőbb leányiskola kegyelete 1897. márcz. 15. |

## Sándor Reményik
Une plaque sur la façade du Palais Toldalagi-Korda (ro) commémore la naissance en ce lieu du poète Sándor Reményik. À noter que Hermann Oberth y résida.

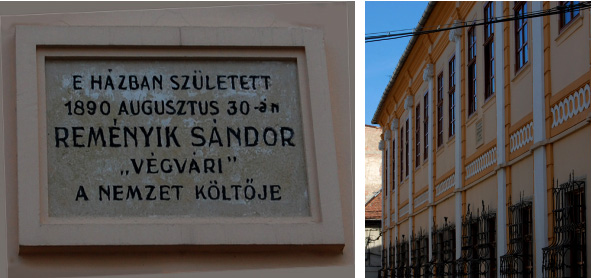

| E HÁZBAN SZÜLETETT 1890 AUGUSZTUS 30-án REMÉNYIK SÁNDOR „VÉGVÁRI” A NEMZET KÖLTŐJE |

## Palais Toldalagi–Korda
Au 14 rue Brătianu (Király utca), sur la façade du palais Toldalagi-Korda se trouvent deux plaques armoriées qui célèbrent le couple à l'origine du palais (1804–1809), à savoir la comtesse Anna Korda (?–1820)) et son époux le comte László Toldalagi (1748–1806).

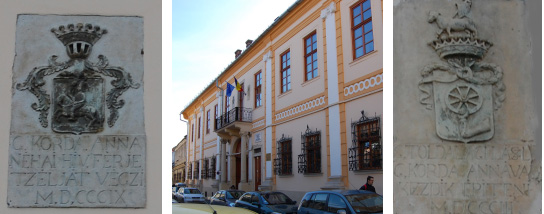

| G. Korda Anna néhai hív férje tzélját végzi MDCCCIX |

| G Toldalagi László G Korda Annával kezdik építeni MDCCCIII |

## Sándor Szilágyi

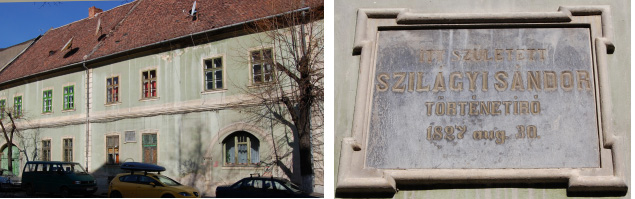

Près du Collège Réformé de Cluj (ro), une plaque installée en 1900 célèbre ici la naissance de l'historien Sándor Szilágyi (hu)
| ITT SZÜLETETT SZILÁGYI SÁNDOR TÖRTÉNETÍRÓ 1827. aug. 30. |

## János Herepei

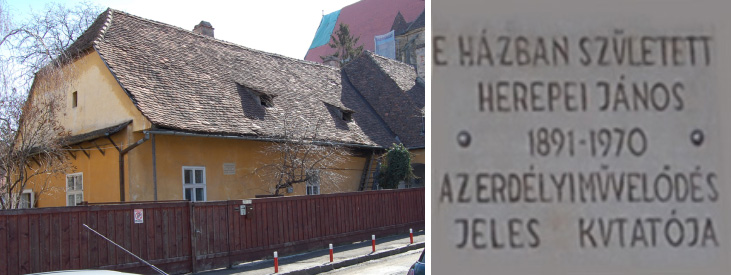

Plaque commémorant la naissance en ce lieu de l'historien János Herepei (hu) (1891–1970).
| E HÁZBAN SZÜLETETT HEREPEI JÁNOS 1891–1970 AZ ERDÉLYI MŰVELŐDÉS JELES KUTATÓJA |

## Ancien théâtre
Au 3 rue Mihail Kogălniceanu (Farkas utca en hongrois) est inaugurée en 2012 une plaque trilingue (roumain-hongrois-allemand) commémorant l'emplacement du premier théâtre de langue hongroise. Devant célébrer initialement le bicentenaire en 1992, l'administration de l'époque bloqua le projet jusqu'en 2012.

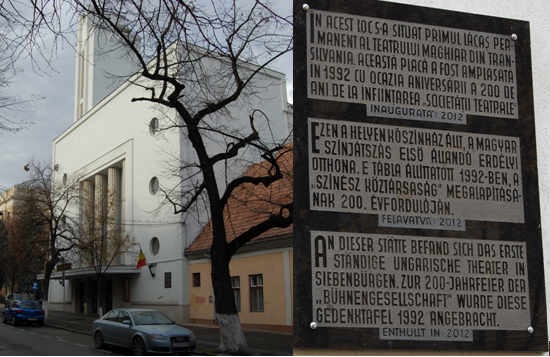

| A magyar nyelvű szöveg: Ezen a helyen kőszínház állt, a magyar színjátszás első állandó erdélyi otthona. E tábla állíttatott 1992-ben, a „színész köztársaság” megalapításá- nak 200. évfordulóján. Felavatva: 2012 |

## Autres plaques
La ville a beaucoup de plaques commémoratives qui sont, pour certaines d'entre elles, situées dans des cours d'habitations, donc moins accessibles.

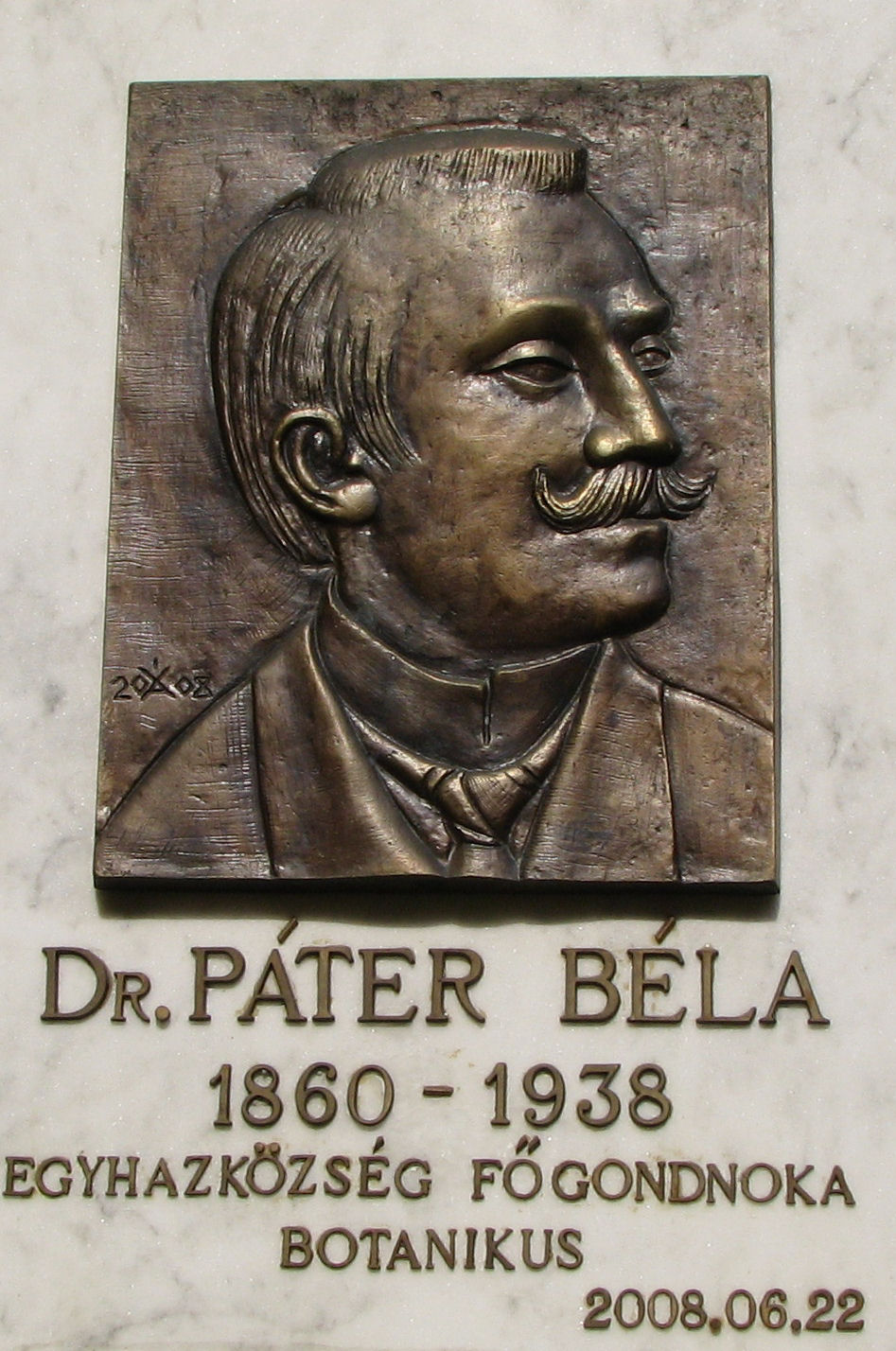
Béla Páter (hu), botaniste.

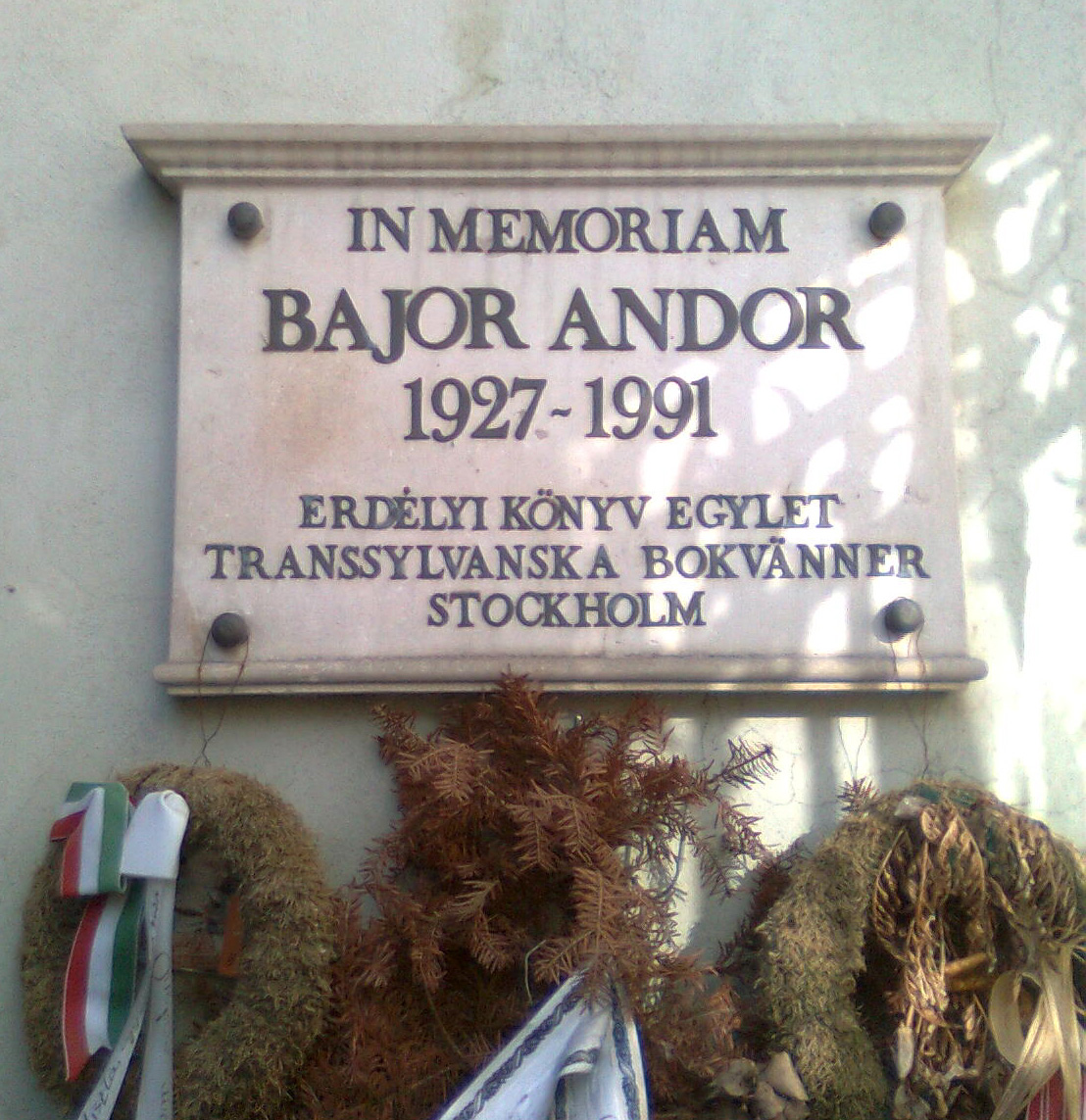
Andor Bajor (hu), écrivain, poète et humoriste.
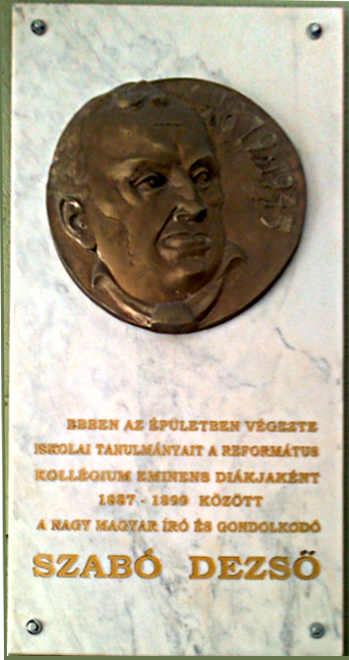
Professeur Dezső Szabó.